# Бескрайние земли
«Бескра́йние зе́мли» (порт. Terras do sem fim) — роман классика бразильской литературы Жоржи Амаду, завершённый и впервые опубликованный в 1943 году. Перевод на русский язык Ю. А. Калугина издан в 1955 году.

## Создание
Второй роман Амаду из «цикла какао» продолжает тему, начатую в романе «Какао» (1933). Первые отрывки некоторых глав публиковались в декабре 1939 года под названием Sinhô Badaró, затем писатель вернулся к данной теме в середине 1942 года, когда по политическим мотивам спасался бегством в Монтевидео в Аргентине. По возвращении в Бразилию в том же году Амаду был снова арестован и три месяца провёл в тюрьме в Рио-де-Жанейро, после чего осел в Салвадоре, где завершил роман в мае 1943 года. Там же в следующем году был закончен роман «Город Ильеус» (1944). Эти два произведения составляют дилогию, поскольку тесно связаны как временем создания, тематикой, так и поднятыми в них проблемами: один роман дополняет другой, и оба повествуют о быстром развитии южного побережья штата Баия, который до бума какао был экономически и культурно отсталым. Если в «Бескрайних землях» описано начало освоения региона, то в следующем романе «Город Ильеус» автор осветил продолжение процесса и урбанизацию региона во время прибыльного экспорта какао. Вместе с романом «Красные всходы» (1946) эти произведения составляют трилогию. Данная тема развита в несколько иной перспективе в романах «Габриэла, корица и гвоздика» (1958) и «Большая Засада» (1984). При создании произведения писатель обратился к воспоминаниям собственного детства, на которых основана автобиографическая повесть «Юный грапиуна» (1981).

## Содержание
Роман описывает события начала XX века, связанные с освоением региона культивирования какао, жажду растущих в цене золотых плодов какао, борьбу за овладение землёй, обустройство плантаций, возведение новых городков в окрестностях Ильеуса. Многообещающие слухи о быстром достижении успеха и удаче распространились по всем уголкам: многие возвращающиеся из Ильеуса рассказывают, что плод дерева какао стоит больше золота. Из разных мест искатели приключений отправляются в раскинувшиеся на побережье штата Баия так называемые «бескрайние земли», расчищаемые под будущие плантации какао. Девственные леса встречают мечтающих об успешной жизни людей скрытыми опасностями: непроходимые чащи полны ядовитых змей, климат способствует распространению неизлечимых смертельных болезней. Захват земли сопровождается непримиримыми распрями, соперники устраивают коварные ловушки и засады, проливают кровь, убивая друг друга.
В тех местах Синьо́ Бадаро́ (Sinhô Badaró) и его отважный брат Жука Бадаро́ владеют фазендой. Владения полковника Орасиу да Силвейра (Horácio da Silveira) располагаются по соседству. Участок земли Секейру Гранде (Sequeiro Grande) становится причиной раздора между могущественными семействами. Путь к Секейру Гранде проходит через участок Фирму (Firmo), не желающего покидать свою землю. В романе описывается контрастные миры богатых и бедных: рай «полковников какао» и ад возделывателей земли.

## Оценки
Многие критики, включая Антониу Кандиду (Antonio Candido), расценивают роман как наивысшее литературное достижение Жоржи Амаду. И. Г. Эренбург в предисловии к первому русскому изданию романа писал о том, что Амаду «открыл нам душевный мир бразильцев», отмечал высокий художественный реализм писателя: «Мы верим в существование его героев, почти физически ощущаем их присутствие». По мнению литературоведов, романы «Бескрайние земли» и «Город Ильеус» составляют дилогию, посвящённую истории колонизации края какао, и такую точку зрения разделяла В. Н. Кутейщикова. Согласно И. А. Тертерян, в романе «Бескрайние земли» Амаду «обращается к истории своей страны, рисует кровавую борьбу плантаторов конца XIX века за землю, закабаление крестьян».
М. Ф. Надъярных писала, что в эпическом цикле о «земле какао» (романы «Бескрайние земли», «Город Ильеус» и «Красные всходы») «мифопоэтический образ земли (девственной целины, варварского лабиринта бесконечных зарослей) совмещается со всесторонним, документалистским раскрытием социально-этических проблем». Воспроизводимый в эпической манере мир насилия и эксплуатации, населённый полковниками и их жёнами, работниками плантаций и проститутками из кабаре представляет собой историческую панораму того времени.

## Издания
Первая публикация произведения вышла в сентябре 1943 года в Сан-Паулу. На языке оригинала роман многократно переиздавался в Бразилии и Португалии, был переведён на английский, арабский, болгарский, венгерский, датский, испанский, иврит, идиш, итальянский, китайский, корейский, немецкий, голландский, польский, русский, сербский, словацкий, словенский, турецкий, финский, французский, чешский, шведский языки.
Первое издание
- Amado J. Terras do sem fim :  [порт.] / Capa de Clóvis Graciano. — 1ª ed. — São Paulo : Livraria Martins Editora, 1943. — 331 p. — (Coleção Contemporânea).

Первое русское издание
- Амаду Ж. Бескрайние земли = Terras do sem fim / пер. с порт. Ю. А. Калугина, предисл. И. Г. Эренбурга. — М. : Издательство иностранной литературы, 1955. — 294 с. (N.B.: в указателях переводчиком значится Г. Калугин. Переиздание этого перевода вышло в 1981 году в издательстве «Урожай».)

## Экранизации и постановки
Театр
- 1947 — театральная постановка режиссёра Граса Мелу (Graça Melo) в Рио-де-Жанейру, труппа Comediantes

Радиопостановки
- 1945 — на радио в Сан-Паулу (Rádio São Paulo)
- 1950 — Terre violente, режиссёр Claude Arman-Masson, Французское радиовещание (Radiodiffusion Française), Париж

Кино и телевидение
Роман «Бескрайние земли» стал первым произведением Жоржи Амаду, по которому был снят фильм:
- 1948 — Terra Violenta, чёрно-белый кинофильм режиссёра Эдмонда Фрэнсиса Берноуди (Edmond Francis Bernoudy), Atlântida Cinematográfica[6]
- 1955 — телефильм Terras do sem fim, режиссёр Давид Конде (David Conde)[7]
- 1966 — телефильм Terras do Sem Fim, TV Tupi, Рио-де-Жанейро[1][2]
- 1981—1982 — телесериал Terras do Sem-Fim, 89 серий; режиссёр Эрвал Россано (Herval Rossano); Rede Globo de Televisão[8]. В создании сериала участвовали Жоржи Амаду и Доривал Каимми, исполнивший песню Cantiga de cego[1]

## См также
- Город Ильеус